# 삼성 갤럭시 A03s
삼성 갤럭시 A03s는 삼성전자가 2021년에 출시한 안드로이드 스마트폰이다.